# بيتار راكوفيتش
بيتار راكوفيتش هو لاعب كرة قدم صربي في مركز الدفاع، ولد في 17 فبراير 1984. لعب مع نادي أوبليتش.